# David Lindsay (författare)
David Lindsay, född 3 mars 1876, död 16 juli 1945, var en engelskfödd skotsk författare. Han vann erkännande först efter sin död och är idag är mest känd för sin filosofiska science fiction-roman A Voyage to Arcturus från 1920.